# Saint-Antoine (Marseille)
Pour les articles homonymes, voir Saint-Antoine.
Saint-Antoine (Sant Antòni ou Sant-Antouano, en provençal) est un quartier de Marseille, dans le 15e arrondissement, faisant partie des quartiers nord. Il est bordé au nord par le quartier Notre-Dame-Limite, à l'ouest par Verduron, et au sud par La Viste et Les Aygalades.
Le quartier Saint-Antoine tient son nom de l'installation, il y a plusieurs siècles, de religieux de l'ordre hospitalier de Saint-Antoine, auprès de la chapelle Notre-Dame des Baumes (aujourd'hui Notre-Dame-Limite). Il en reste l'église dédiée à saint Antoine le Grand.
Situé au nord de la ville de Marseille, Saint-Antoine était historiquement le point de sortie principal de la ville, à la séparation de la route d'Aix (ancienne route nationale 8) et de la route de Salon (ancienne route nationale 113). Contourné par l'autoroute A7 depuis 1951, il reste un lieu de passage très fréquenté.
Le quartier est composé de plusieurs entités distinctes et qui communiquent difficilement entre elles : le noyau villageois traditionnel, sur un plateau dit Plan d'Aou (= plaine d'en haut), l'église, séparée du plateau par l'étroit vallon du ruisseau des Aygalades, et une zone collinaire sur le flanc du massif de l'Étoile, autour du vallon des Tuves (= des tufs)

## Transports en commun
Le quartier est principalement desservi par la ligne de bus à haut niveau de service B2, qui en fait presque le tour et le relie au réseau du métro (station Gèze) par Saint-Louis. Plusieurs lignes de moindre importance relient le quartier aux quartiers voisins (l'Estaque, Saint-Joseph,...)
La ligne d'autocars de La Métropole Mobilité 89 reliant Marseille aux Pennes-Mirabeau traverse Saint-Antoine. 
La gare ferroviaire située sur la ligne de chemin de fer reliant Marseille à Aix-en-Provence, longtemps fermée, a été rouverte au trafic TER en 2009.

## Personnalités liées au quartier
Les rappeurs Soprano, Psy 4 de la rime et Alonzo sont issus de la cité Plan d'Aou (Plan d'aut, en provençal « plaine, place d'en haut »), située dans ce quartier. Jul a également fait de nombreuses références à cette avenue.